# (4165) Didkovskij
(4165) Didkovskij est un astéroïde de la ceinture principale.

## Description
(4165) Didkovskij est un astéroïde de la ceinture principale. Il fut découvert le 1er avril 1976 à Naoutchnyï par Nikolaï Tchernykh. Il présente une orbite caractérisée par un demi-grand axe de 2,45 UA, une excentricité de 0,18 et une inclinaison de 11,9° par rapport à l'écliptique.

## Compléments